# تكية سيد العراقين
تكية سيد العراقين (بالفارسية: تکیه سید العراقین) هي تكية شيعية تاريخية تعود إلى الدولة البهلوية، وتقع في أصفهان.